# Joel Halldorf
Joel Samuel Halldorf, född 23 maj 1980 i Linköpings domkyrkoförsamling, Östergötlands län, är en svensk kyrkohistoriker och författare. Han är sedan 2021 professor i kyrkohistoria vid Enskilda Högskolan Stockholm. 

## Biografi
Joel Halldorf är son till författaren och tidigare pastorn Peter Halldorf och psykoterapeuten Christina Halldorf samt sonson till pastor Samuel Halldorf. 
År 2012 disputerade Halldorf på en avhandling om Emil Gustafson vid Uppsala universitet. År 2015 blev han docent vid samma universitet och år 2021 professor i kyrkohistoria vid Enskilda Högskolan Stockholm.
Halldorf har medverkat som sakkunnig i tidningar, TV- och radioprogram samt böcker. Han är för närvarande medarbetare på Expressen Kultur och var mellan 2015 och 2020 ledarskribent på tidningen Dagen. Han har medverkat i Sändaren och skriver regelbundet för Axess Magasin. Han är med och driver bloggen Läsarna samt, tillsammans med teologen Patrik Hagman, podden Läsarpodden. De två har även tillsammans skrivit boken Inte allena om Martin Luther och reformationen.
Halldorfs forskning är framför allt inriktad på modernitet och religion samt svensk frikyrklighet. Han har publicerat två böcker och flera artiklar om den pingströrelsen i Sverige. I Biskop Lewi Pethrus: Biografi över ett ledarskap diskuterar han Pethrus ledarskap och pingströrelsens plats i det svenska 1900-talet. Boken Lewis brev är baserad på Lewi Pethrus korrespondens och inleds med ett förord av författaren  P.O. Enquist. Halldorfs doktorsavhandling diskuterar, utifrån väckelsepredikanten Emil Gustafsons liv och texter, den evangelikala rörelsens förhållande till moderniteten.

## Opinionsbildning
Som debattör skriver han om frågor som rör religion och politik, religionsfrihetens gränser och religionens offentlighet. Hans perspektiv är kommunitaristiskt och har likheter med den kristdemokratiska personalismen, men den hämtar också mycket inspiration från romersk-katolsk sociallära.
Halldorf har diskuterat vad han kallar ”liberalismens tomhet” och tillkortakommanden i Expressen samt i boken Gud: Återkomsten. Halldorf menar att en liberal politik bara är möjlig i ett samhälle där det finns ett vitalt civilsamhälle och starka etiska traditioner. Därför bör politiken gynna små gemenskaper och vara välvilligt inställd till religiösa samfund. Halldorf kallar detta för ”relationell liberalism” och beskriver det som ett alternativ till såväl individualistisk liberalism som nationalism.
Han har även skrivit om religion och våld i boken Ickevåldets vägar samt i Expressen och Dagens Nyheter. I Expressen har Halldorf även argumenterat för att sekularism kan stärka religiös extremism. I stället föreslår Halldorf traditionell islam som ett av flera möjliga motmedel mot jihadism och den wahabitiska salafism som motiverar den. År 2023 kom Halldorf ut med Bokens folk, som diskuterar det historiska sambandet mellan bokens form, hur de läses och den kultur som läsningen skapar. Genom den engagerade han sig i debatten kring digitaliseringen och läsning.
2024 utsåg tidningen Resumé honom till en av årets "superkommunikatörer" inom kategorin opinion och media. Motiveringen löd: "Kombinerar teologi och samhällsanalys för att lyfta frågor om etik, kultur och religion i en tid av snabb förändring." 

## Utmärkelser
- 2016 – Per Beskows pris, med motiveringen: "Joel Halldorf har etablerat sig som en tydlig kristen röst i samtidsdebatten. Utifrån en akademisk tillhörighet som kyrkohistoriker ger han vår tids frågor såväl teologisk analys som historisk förankring. Han är en ekumenisk skribent med ett brett verksamhetsfält; genom sin medverkan i både dags- och veckopress liksom i sociala media bidrar han till ett fruktbart möte mellan kyrka, samhälle och kultur."
- 2021 – Bibelsällskapet och Sigtunastiftelsens bibelpris 2021, med motiveringen ”Med sin unika förmåga att belysa såväl kyrkohistoria och teologi som populärkultur har Joel Halldorf som skribent breddat samhälls- och kulturdebatten i Sverige. Alltid dagsaktuell och påläst har han, för en bred allmänhet, kunnat göra tydligt att den kristna kulturhistorien, intimt sammanflätad med Bibeln, är en viktig underström om man vill förstå vårt samhälle.”[14]